# Бій на станції Лужани
Бій на станції Лужани (також бій за станцію Лужани, Лужанський бій, бій в Лужанах) — бій, що відбувся 13 листопада 1918 року на станції Лужани між військовими добровольчими підрозділами українців Буковини та передовими частинами 8-ї румунської дивізії генерала Якоба Задіка.

## Учасники бою

#### Українська сторона
З українського боку в сутичці з румунськими військами брало участь близько 35 стрільців і старшин, які були направлені з Кіцманя; а згодом до них долучились добровольці з Шипинців.
За спогадами учасників тих подій в бою брали участь наступні буковинці: четар Василь Кавуля, хорунжий Медвідь, Василь Угринчук, старший сержант Гросман, Омелян Кантемір; підкріплення з Шипинців: Василь Мегера, Тодор Грекул, Іван Луцяк, Петро Котирло, Григорій Ілюк, Денис Царик.
Також є ряд невстановлених осіб, які фігурують у спогадах: хорунжий Д., десятник Б., стрілець Л., стрілець Г., стрілець К. Окрім цих осіб, «Енциклопедія ЗУНР» згадує про участь у бою: хорунжого Буцури Сидора, четаря Петрачика (Петрачека) Володимира.

#### Румунська сторона
У бою за станцію Лужани брали участь передові підрозділи 37-го піхотного полку (група «Олександр Добрий») 8-ї дивізії, які здійснювали розвідку території, а також 16-й піхотний полк (група «Сучава»), батарея 12-го артилерійського полку, мотоциклетне відділення з кулеметами.